# 米丽娅姆·加利亚多
米丽娅姆·加利亚多（西班牙語：Miriam Gallardo，1968年5月2日—），秘鲁女子排球运动员。她曾代表秘鲁参加1984年和1988年夏季奥林匹克运动会排球比赛，其中1988年奥运会获得一枚银牌。